# ایوینهما
ایوینهما (به پرتغالی: Ivinhema) یک منطقهٔ مسکونی در برزیل است که در ماتوگروسو جنوبی واقع شده‌است. ایوینهما ۲۳٬۲۳۲ نفر جمعیت دارد.